# 4321 Zero
4321 Zero (1981 EH26) là một tiểu hành tinh vành đai chính được phát hiện ngày 2 tháng 3 năm 1981 bởi Schelte J. Bus ở Đài thiên văn Siding Spring trong khóa học thuộc Khảo sát tiểu hành tinh Schmidt-Caltech vương quốc Anh. Tênd after Zero Mostel, but also a pun due to its number is like a countdown: four-three-two-one, và then "zero".